# Symphurus billykrietei
Symphurus billykrietei és un peix teleosti de la família dels cinoglòssids i de l'ordre dels pleuronectiformes que viu a l'Atlàntic nord-occidental.